# Parc de Capodimonte
Pour les articles homonymes, voir Capodimonte.
Le parc de Capodimonte ou Bosco de Capodimonte anciennement Real Parco di Capodimonte, est le plus vaste parc public  de Naples, situé dans le quartier de Capodimonte, en face du palais royal de Capodimonte. 
En 2016,  1 007 564 visiteurs, ont été enregistrés, ce qui en fait le huitième site de musée italien le plus visité. 

## Histoire

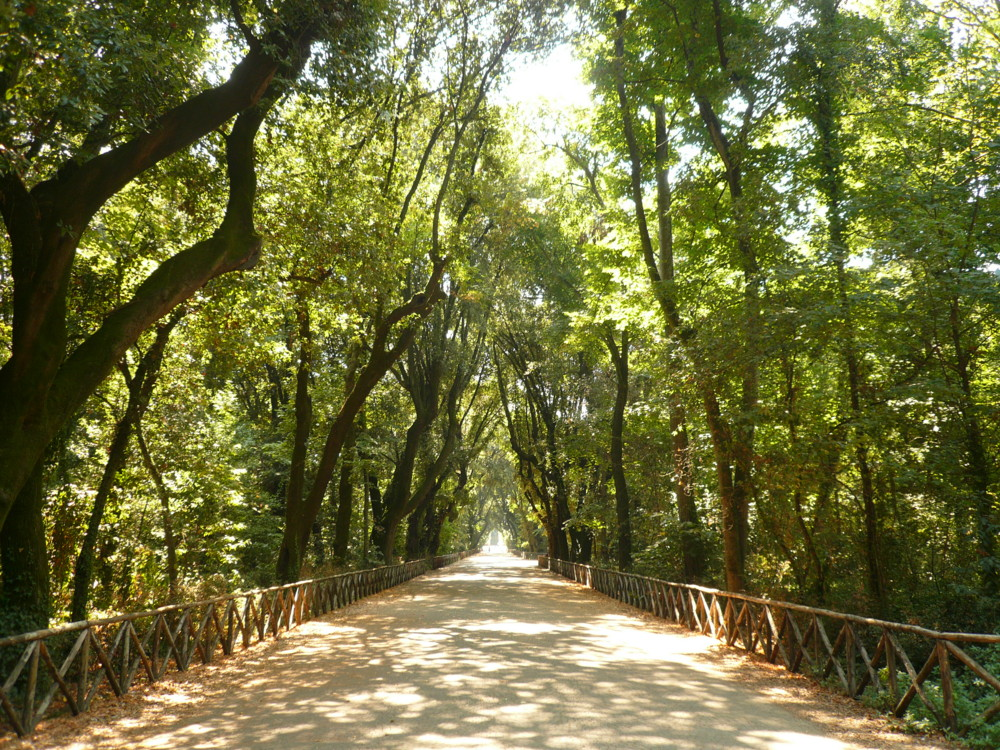
Avenue du milieu.

### Charles de Bourbon
A l'origine, le Bosco de Capodimonte, est une colline agricole avec de nombreuses fermes et des bâtiments, comme la chèvrerie et les fermes qui nous sont parvenues. La production agricole perdurera jusqu'au début du XIXe siècle.  
Utilisé depuis 1735 pour les chasses de Charles III d’Espagne, sa grande passion, la réalisation du parc de Capodimonte commence en 1742 pour se terminer l’année suivante, sous la direction de l'architecte Ferdinando Sanfelice et dessiné par Ferdinando Fuga, qui crée, sur un espace de cent vingt-quatre hectares, qui comprend également le palais de Capodimonte, un jardin à la française de grand impact visuel et en perspective, inspiré du Versailles et du Schönbrunn, classique de la vision des Lumières, mais à la fois scénographique, influencé par la période baroque tardive, avec des zones panoramiques grâce à la vue sur le Posillipo, la colline de San Martino et le Vésuve; de plus, toutes les structures du parc, utilisées comme maisons, églises, usines ou fermes, sont restaurées. De nombreux cadeaux diplomatiques envoyés au roi de Naples sont alors des plantes et des arbres, qui contribuent à faire des jardins royaux, dont celui de Capodimonte, de véritables jardins botaniques.   

### Ferdinand Ier
Après le retour sur le trône du royaume des Deux-Siciles de Ferdinand Ier des Deux-Siciles après la brève période de la décennie française, le parc est ouvert deux fois par an à tous les citoyens, à l'occasion de fêtes religieuses, pour permettre l'accès à l'Ermitage des Capucins, situé à la lisière du bois. Entre 1836 et 1837 des travaux de réaménagement sont réalisés sous la direction du jardinier allemand formé à Vienne Friedrich Dehnhardt, premier directeur du Bosco de Capodimonte, qui introduit le jardin à l'anglaise classique, notamment dans les parterres entourant le palais, ainsi que des essences d’arbres, dont certaines rares et exotiques, comme le thuya et l’eucalyptus ; il prévoit également la systématisation des points de vue et belvédères, libérant ainsi la vue sur le mont Vésuve et la baie de Naples. 

### Après le Risorgimento
Après l’unification de l’Italie, les Savoie utilisent également le parc, principalement pour des parties de chasse : les principaux changements de cette période, entre 1878 et 1900, sont l’introduction des palmiers, classiques du goût oriental de la période et la disposition du belvédère avec vue sur Naples, la création d’une fontaine réutilisant les statues précédemment placées le long des allées du parc, en particulier de la zone du jardin de la Torre.

### Époque contemporaine
Fortement endommagé pendant la Seconde Guerre mondiale, le parc est restauré entre 1966 et 1967 à l'occasion de l'inauguration du musée national de Capodimonte et est ouvert comme parc public, suivi de nouvelles interventions entre 1990 et 2000.

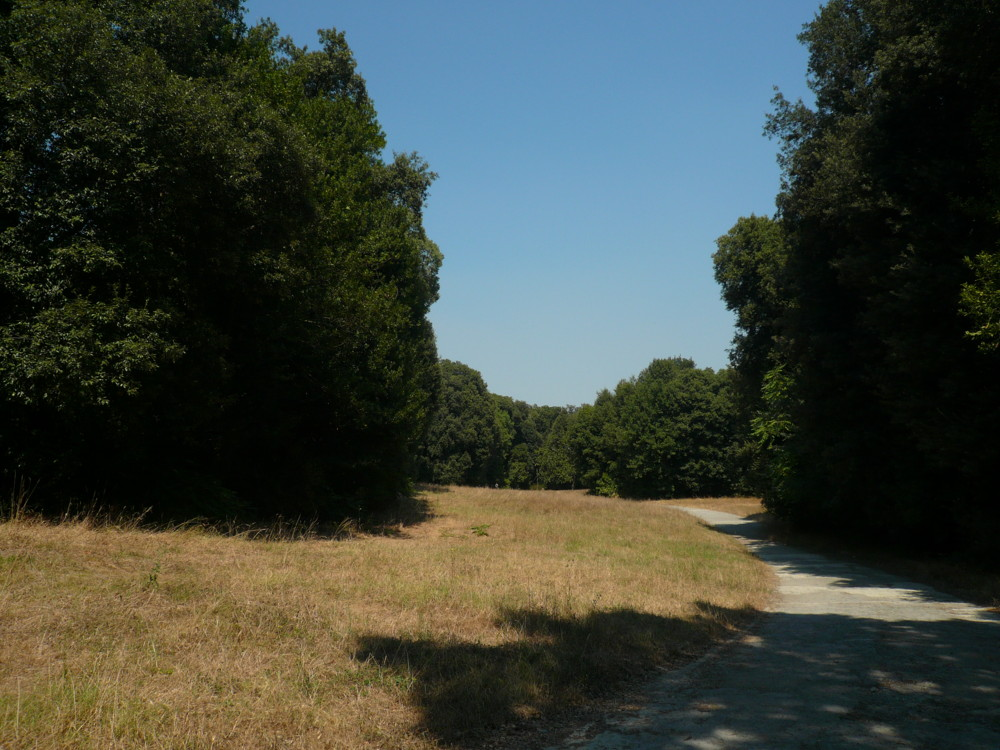
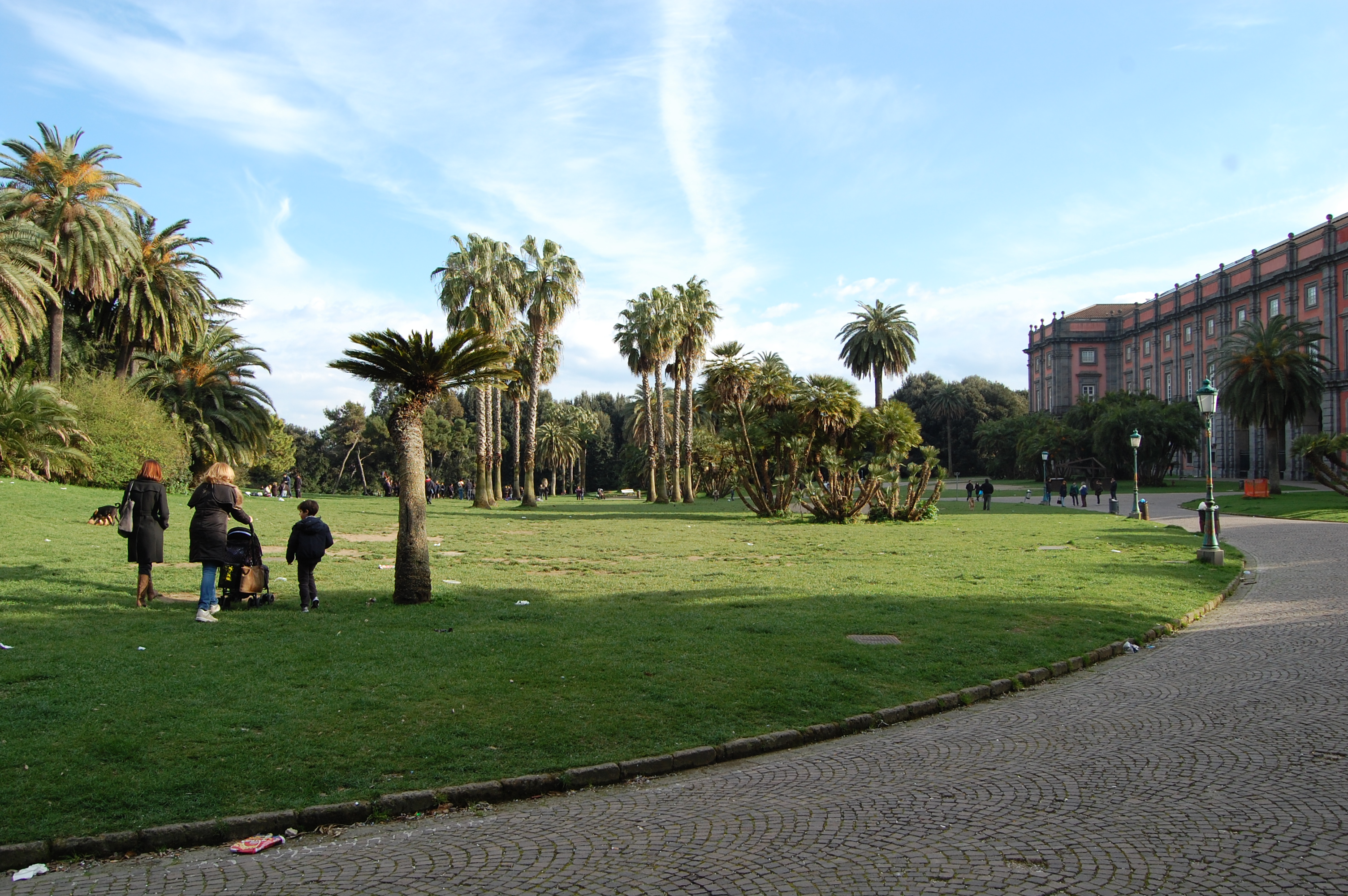
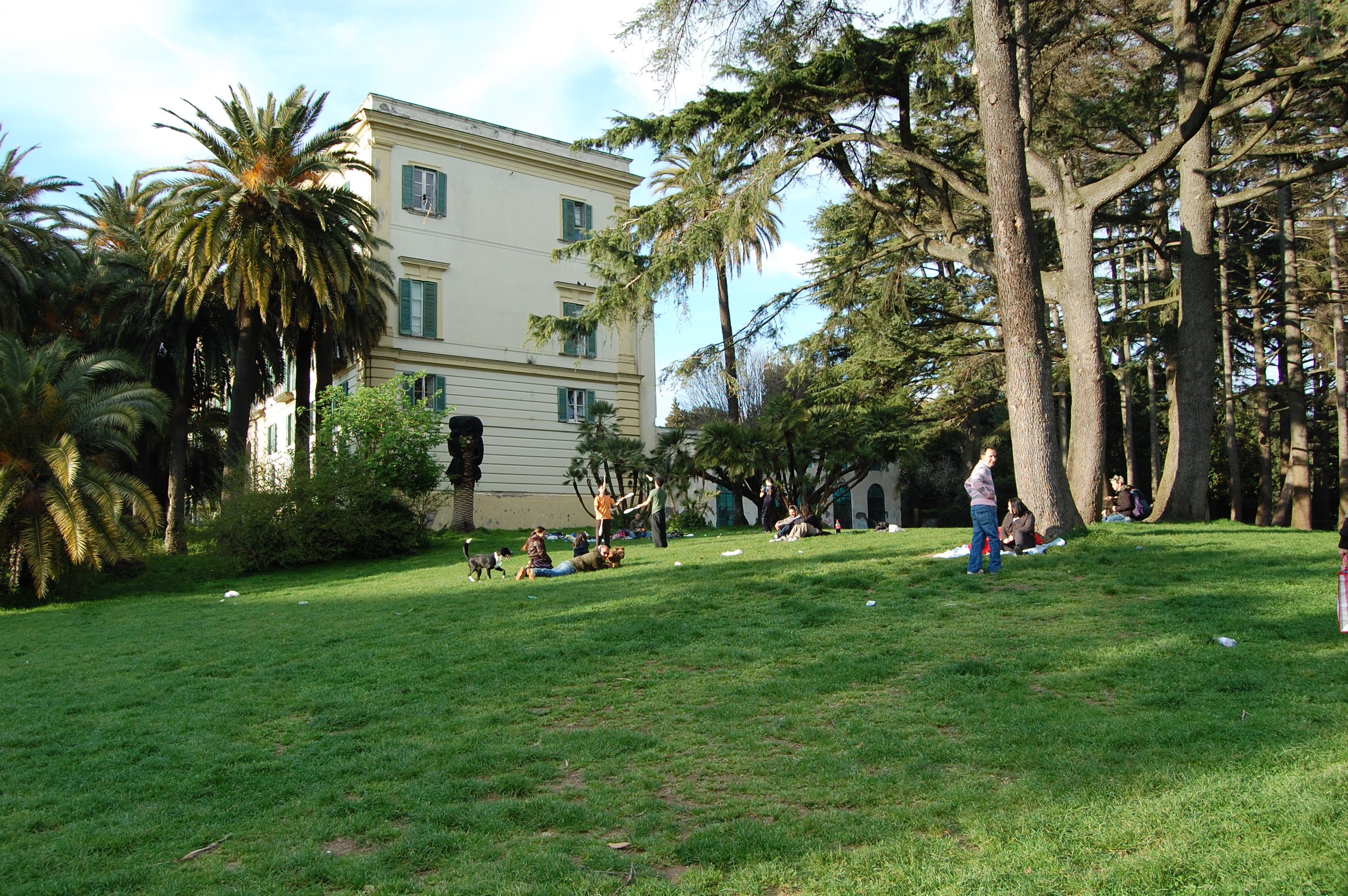
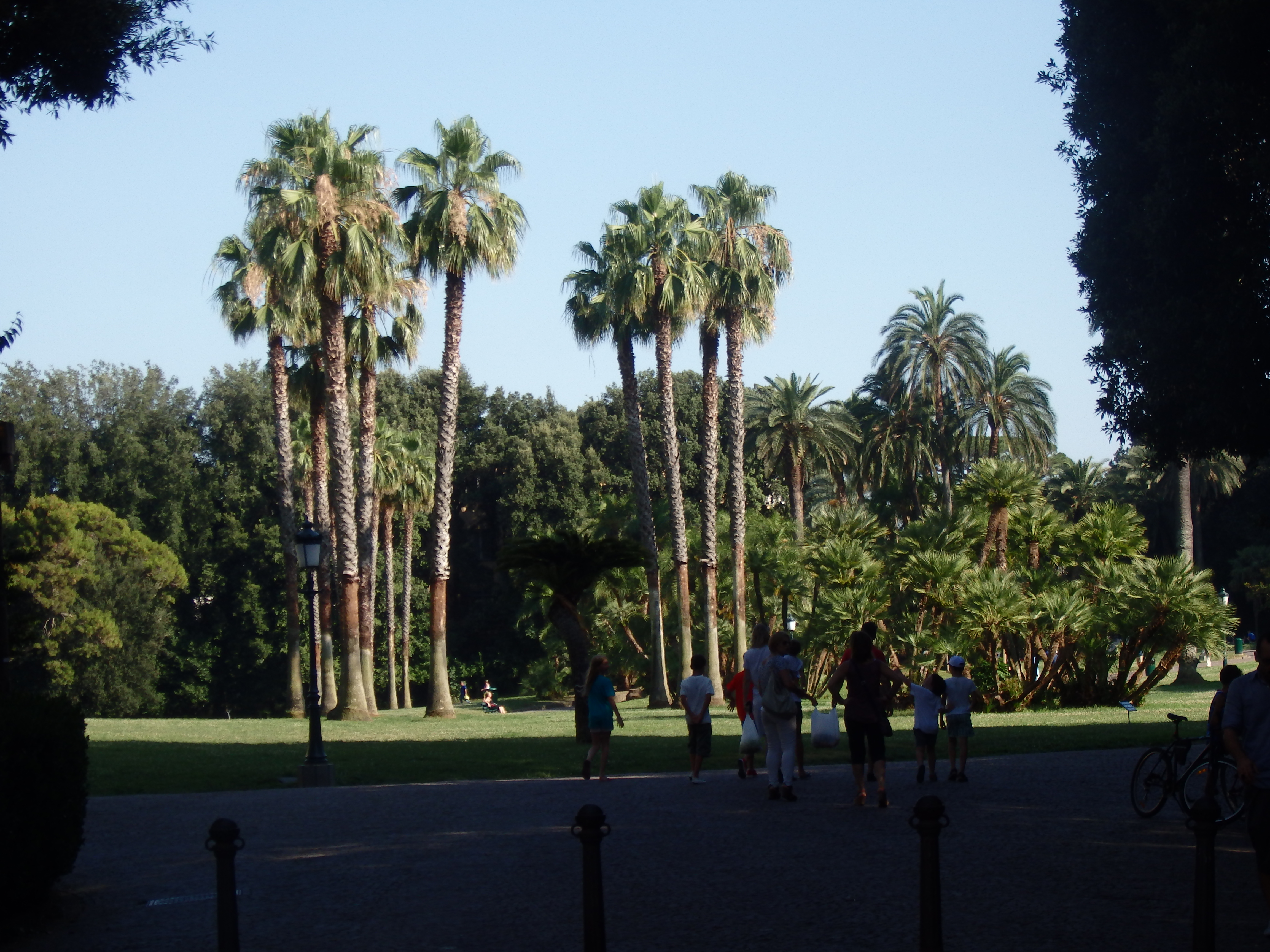
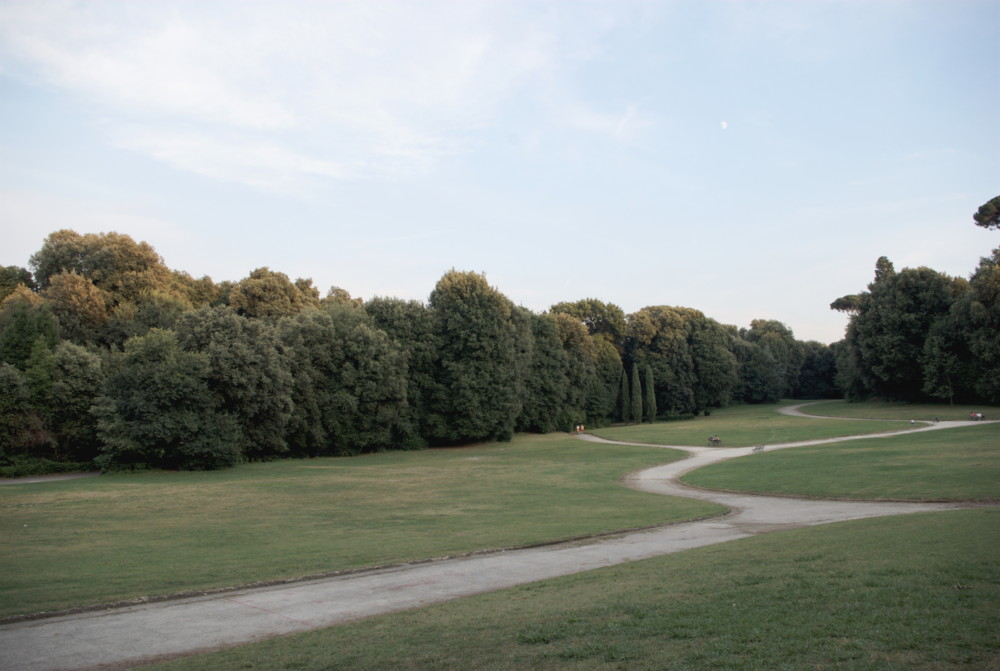

## Description

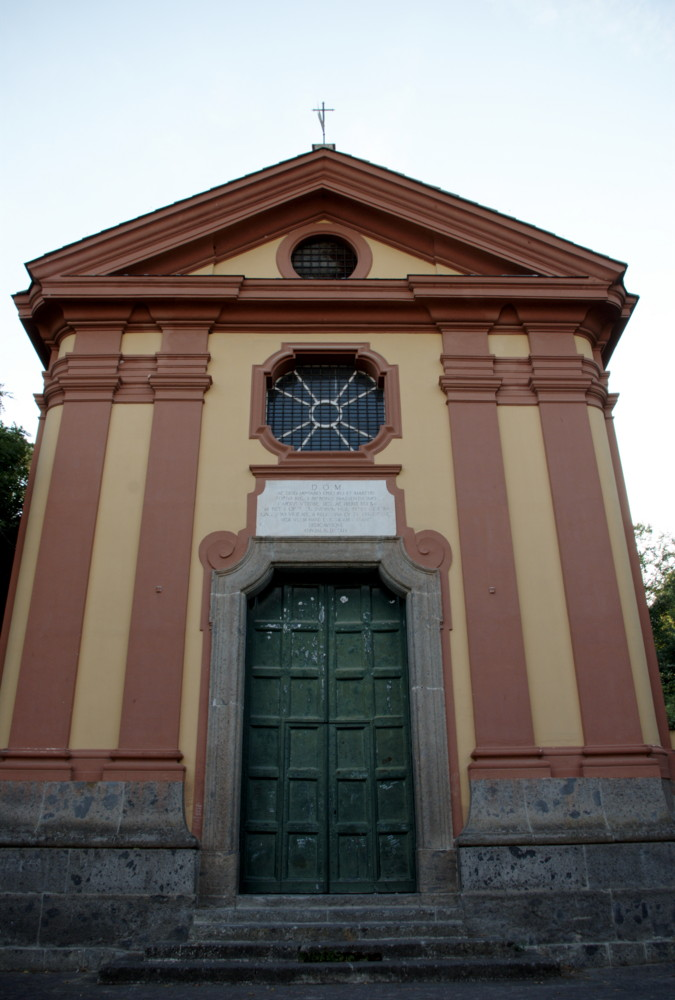
Église San Gennaro à l'intérieur du parc

### Aménagement
Le parc de Capodimonte couvre une superficie de cent trente quatre hectares, protégé en partie par des murs construits dans les années 1820. De cette période datent également deux portes d'entrée, la Porta Grande, avec deux guérites latérales, et la Porta Piccola, avec des guérites construites en 1835 et fortement remodelées au fil du temps ; une troisième porte, Porta Caccetta, est créée en 1816, agrandie en 1834, démolie au milieu du XXe siècle et restaurée au début des années 2000. 
Avant d'entrer dans le cœur du parc, on passe devant les jardins du palais, ainsi nommés parce qu'ils sont placés autour du palais abritant le musée de Capodimonte, et sont également connus sous le nom de Spianato : ce sont de grands parterres de fleurs de la fin du XVIIIe siècle, puis enrichis à partir de la fin du XIXe siècle avec des palmiers des Canaries, des Washingtonia, des groupes de Phoenix reclinata, Chamaerops humilis, Cycas revoluta et Livistona chinensis ; par contre, les bordures des plates-bandes constituées de plantes à fleurs, en particulier de roses ont été perdues.
Trois portes permettent d'accéder au parc actuel, celui dans lequel se développe le bois : la principale est la Porta di Mezzo, avec un portail en fer forgé, considéré comme l'un des exemples les plus élégants des œuvres rococo napolitaines, achevée en 1736 et ornée à l’origine de blasons et d’effigies de Bourbons, flanquée des corps de garde et de la maison du gardien, construite par Antonio Canevari et complétée par Ferdinando Fuga ; la Porta di Miano est construite entre 1837 et 1840 et la Porte de Santa Maria dei Monti à la fin du XVIIIe siècle, tombée plus tard en désuétude et appelée ainsi par un ancien monastère situé à proximité. 
Une fois passée la Porta di Mezzo, cinq avenues partent d'une esplanade elliptique, décorées à l'origine de bancs, de fausses ruines, telles que le Grottino en opus listatum, et de statues, dont certaines installées par Ferdinando Fuga, en grande partie perdues. La statue du Géant figure parmi les quelques survivantes ,faite avec des fragments de marbres anciens, ainsi que celle des Mois. Parmi les cinq avenues, la voie centrale, également appelée Mezzo, a une longueur de 125 mètres et est bordée de chênes verts qui, par la taille des branches, forment une sorte de galerie ; de nombreux chemins mènent dans la forêt à partir de chacune des avenues. 

### Bâtiments

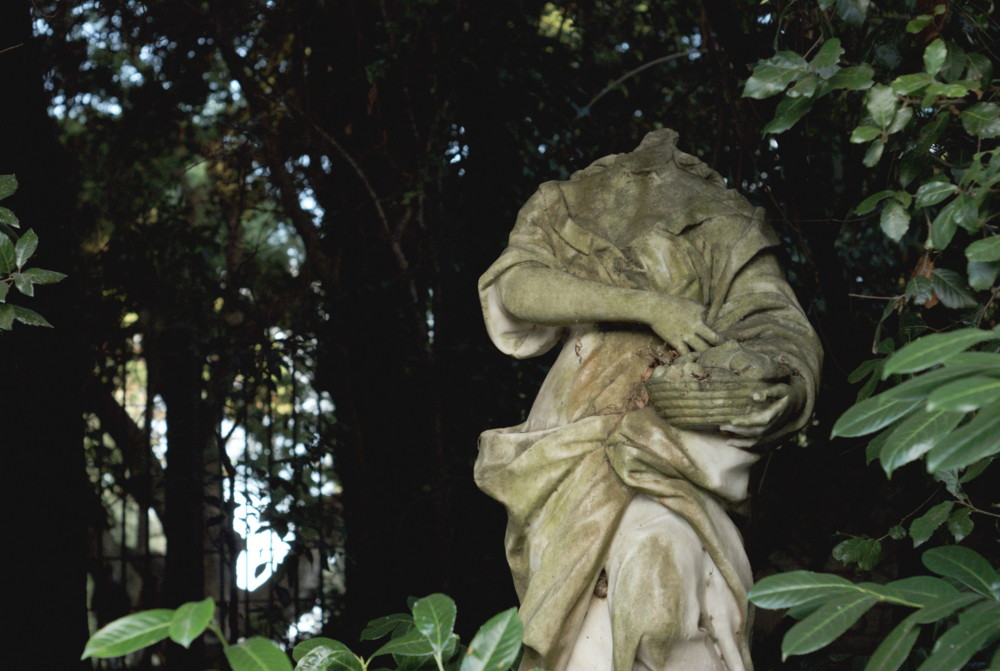
Statue dans le parc.

À l'intérieur du parc, dix-neuf bâtiments construits au XVIIIe siècle, ont été utilisés au fil du temps pour les raisons les plus diverses : le Casino dei Principi, qui est en 1826 la résidence des fils de François Ier des Deux-Siciles,  la manufacture de Capodimonte, fabrique de porcelaine restaurée par Ferdinando Sanfelice en 1743 et devenue plus tard le siège d'un institut professionnel de traitement de la céramique, l'église San Gennaro, commandée par Charles de Bourbon pour les résidents du parc, construite en 1745, l'ermitage des Capucins, construit entre 1817 et 1819 en style néogothique, le Casino della Regina, à l'origine maison de repos pendant la chasse et donné plus tard, vers 1840, par Ferdinand II des Deux-Siciles à sa mère Maria Isabella de Bourbon-Espagne et le bâtiment Cataneo, utilisé à diverses fins jusqu'à devenir le lieu où les travailleurs sont affectés aux tâches liées au soin de la forêt.  

### Plantes et cultures
Plus de 400  variétés d'arbres anciens tels que des chênes, des chênes verts, des ormes, des citronniers et des châtaigniers Sont plantés dans le parc. À côté, il y avait autrefois des cultures d'arbres fruitiers, en particulier d'agrumes ; de plus, lorsque la zone était utilisée comme réserve de chasse royale, les tourterelles, fauvettes, grives, faisans de Bohême, lièvres, lapins et cerfs se rencontraient.  
La plupart de ces bâtiments étaient entourés, jusqu'au XIXe siècle, de potagers et de vergers, afin de créer une sorte de « jardin des délices ». Le jardin dit « de Torre » est l'un des derniers qui subsiste : restauré en 1999, il se situe dans la dernière partie de l'avenue du milieu ; il est possible de distinguer à l'intérieur les parties dédiées aux cultures, notamment les agrumes, ou les arbres fruitiers, à tel point qu'un domaine s'appelait frutteria. Les autres jardins sont le Purpignera, probablement utilisé pour la reproduction d'essences aromatiques, et le jardin secret, doté d'un bassin central circulaire, dans lequel étaient cultivées des plantes fruitières rares, des mûres et des ananas.  
En 2012, un projet est lancé pour la récupération du jardin, qui s'étend sur deux mille mètres carrés et une petite pépinière avec des cultures typiques de la région napolitaine telles que le pomodoro San Marzano, le haricot Acerra cannellino, la papaccella napolitaine. Parmi les structures dédiées à la garde des animaux figurent les écuries, la faisanderie, à l'origine une poudrière, la chèvrerie, la vacherie et plusieurs pigeonniers pour la reproduction des oiseaux. 
Près du parc se trouvent quatre vallées : la vallée Amendola, la vallée Cervi, la vallée Miano et la vallée San Gennaro ; cette dernière traversée par un pont, appelé Ponte dell'Eremo, d'une vingtaine de mètres de haut.